# Jōyō
Jōyō (japanisch 城陽市, -shi) ist eine japanische Stadt im Süden der Präfektur Kyōto.

## Geographie
Jōyō liegt südlich von Kyōto und Uji.

## Geschichte
Die Stadt Jōyō wurde am 3. Mai 1972 gegründet.

## Verkehr
- Straße
  - Nationalstraße 24,307
- Zug
  - JR-Kyōto-Linie: nach Kyōto und Nara
  - Kintetsu-Kyōto-Linie

## Söhne und Töchter der Stadt
- Junko Ōnishi (* 1967), Jazzpianistin
- Kei Yamaguchi (* 1983), Fußballspieler
- Ryōta Morioka (* 1991), Fußballspieler

## Angrenzende Städte und Gemeinden
- Kyōtanabe
- Uji
- Yawata
- Kumiyama
- Ujitawara
- Ide